# Mythopoeïa
 (août 2010).
Si vous disposez d'ouvrages ou d'articles de référence ou si vous connaissez des sites web de qualité traitant du thème abordé ici, merci de compléter l'article en donnant les références utiles à sa vérifiabilité et en les liant à la section « Notes et références ».
Pour le poème de J. R. R. Tolkien, voir Mythopoeia (poème).

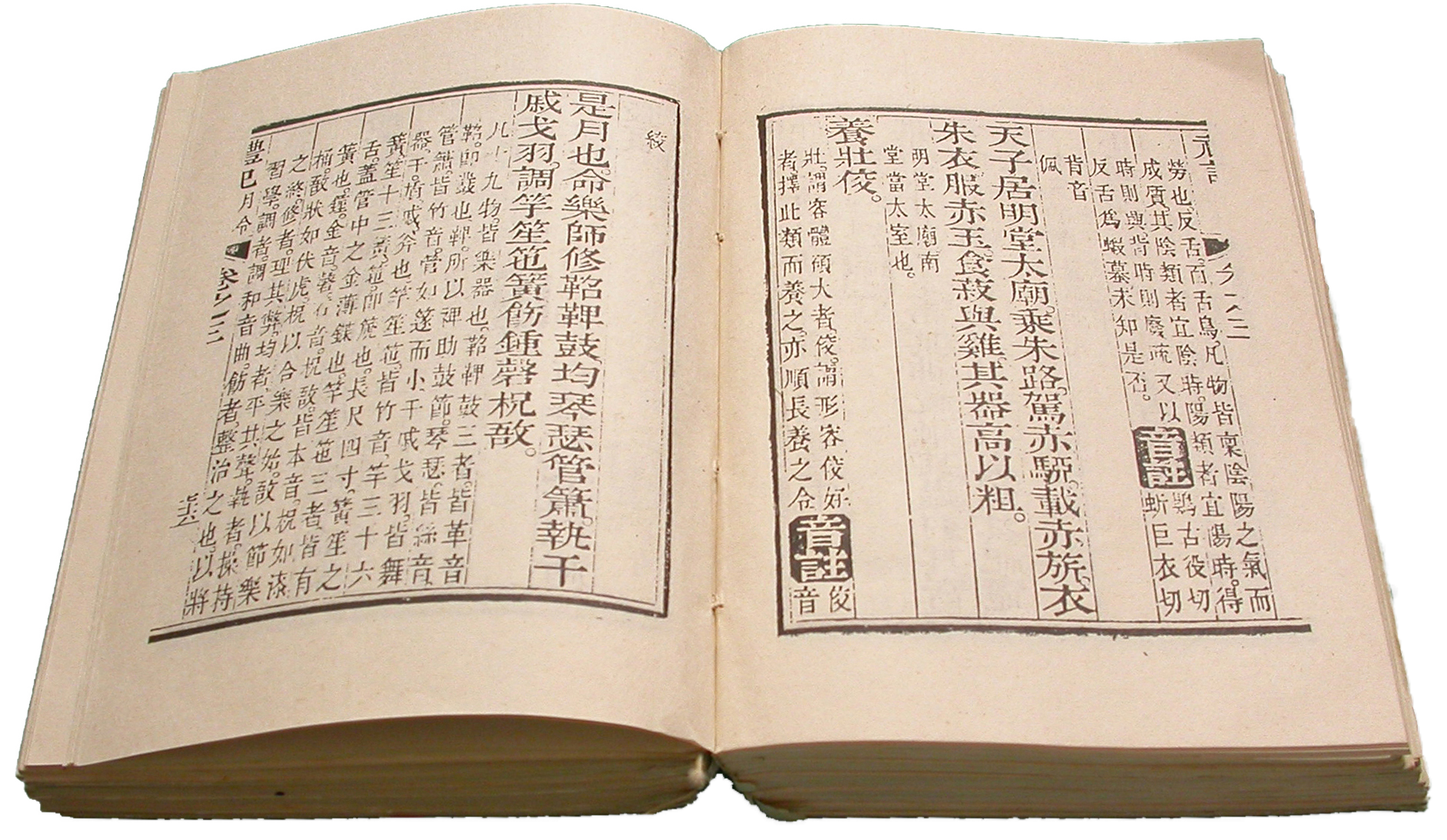
Les Cinq Classiques du Confucianisme

La mythopoeïa, du grec muthos (récit, fable) et poiein (créer, fabriquer), soit « fabrication de fables », est la création consciente d'un mythe ou d'une mythologie personnelle dans une œuvre littéraire. Les études littéraires françaises parlent plutôt de « mythopoïèse » (parfois orthographié : « mythopoièse ») ou encore de « mythopoétique », à la suite de l'ouvrage de Pierre Brunel, Mythopoétique des genres (2003).

## Un genre littéraire
La mythopoeïa est une métafigure continue sur une œuvre entière proche des mondes parallèles, parfois distanciée de la réalité de l'auteur (comme chez Marcel Proust), parfois confondue (cas des écrivains « fous » comme Gérard de Nerval). On parle de mythopoeïa pour l'œuvre de John Ronald Reuel Tolkien, qui donne au terme son sens actuel dans son poème Mythopoeia dans les années 1930. Il y décrit les deux principes nécessaires à la constitution d'une mythologie personnelle : le statut de démiurge que revêt l'auteur-écrivain et l'étendue toujours plus complexe et détaillée du monde décrit.
Le genre existe depuis les premières formes narratives, au travers de certaines parodies antiques notamment, avec par exemple Aristophane dans Les Grenouilles. Il prend forme ensuite à la Renaissance avec Rabelais, au siècle des Lumières avec Jonathan Swift et son roman philosophique Les Voyages de Gulliver, puis à l'époque romantique avec William Blake, Samuel Taylor Coleridge, le roman gothique et fantastique (Les Chants de Maldoror de Lautréamont) et plus tard surréaliste. Au XXe siècle, le genre devient partie intégrante de la science-fiction, même si certains auteurs plus classiques continuent à créer des mondes fictifs, intimistes souvent comme c'est le cas de Marcel Proust et sa Recherche du temps perdu ou de Boris Vian avec L'Écume des Jours. D'autres, comme Carl Gustav Jung dans le Livre rouge, ont combiné psychologie, philosophie et poésie pour la création de leurs mythologies personnelles.
Alberto Manguel, dans son Dictionnaire des lieux imaginaires, a effectué un recensement exhaustif des mondes imaginaires et fictifs créés aussi bien dans le champ littéraire que populaire.
Stylistiquement, la mythopoeïa consiste en un genre où l'auteur crée tout son monde : histoire fictive, cosmogonie personnelle, et jusqu'à la réalisation de cartes géographiques inventées. Gérard Genette parle à ce propos de forgerie (dans Figures II). De telles créations donnent lieu à des cycles entiers où l'auteur, parfois encouragé par des fans ou par sa créativité personnelle, affine la réalité de son monde. Des glossaires enrichissent parfois la narration, comme dans Dune de Franck Herbert. Enfin, souvent ces mondes donnent lieu à des suites (sequels) ou des préquelles (prequels) par d'autres auteurs voulant accroître davantage le monde original ou, dans le cas où l'auteur est décédé avant de l'avoir achevé, d'en donner les « clés », se fondant sur des manuscrits ou notes laissées de manière posthume.

## En psychiatrie
Le terme est utilisé pour désigner toute production imaginaire cohérente fondée sur des hallucinations, selon Henri F. Ellenberger.

## Un genre cinématographique
La saga de Star Wars est le parangon de ce qu'est une création mythopoétique au cinéma, qui continue à s'étendre sous la demande incessante du public. Ces mondes sont souvent complétés par des romans, des films alternatifs, des manuels et cartes. Des séries télévisées font également œuvre de mythopoeïa.

## Dans le jeu de rôle
Les créateurs de scénarios de jeu de rôle utilisent toute la panoplie de la mythopoeïa pour former des mondes imaginaires complexes, souvent repris de romans de fantasy ou de science-fiction.

## Dans le jeu vidéo
La série The Elder Scrolls intègre un autre sens au concept de mythopoétique, elle se situe dans un univers de fantasy généraliste où prennent vie un nombre considérable de divinités, de légendes et de races à l'intérieur d'un écosystème qui dépasse largement l'échelle de la simple planète. La cosmogonie de l'univers dans lequel  évolue la série y est narrée dans divers documents épars que le joueur trouve à travers les épisodes qui constituent la série, aux côtés d'autres livres sur les dieux et déesses de l'univers. Y est aussi expliquée la dérive des continents de la planète principale, Nirn, qui partage des similitudes avec celle qu'a connue la Terre (Pangée, etc.). Une faune et une flore typiques sont également développées, si bien qu'il existe dans la série des métiers relatifs à la biodiversité de Nirn.

### Ouvrages
- Pierre Cazier, Mythe et création, Presses Universitaires du Septentrion, 1994, 312 p.
- Pierre Albouy, Mythes et mythologies dans la littérature française, Armand Colin, 2012, 256 p.

### Articles
- Gérard Bucher, « Mythopoïèse et insconcient littéraire », dans Les systèmes mythologiques (actes du colloque, 9-10 juin 1995, Université Charles-de-Gaulle, Lille III, Villeneuve d'Ascq), Presses Universitaires du Septentrion, 1997, 337 p.
- Lanne Jean-Claude, « La poésie comme fable du monde : la mythopoièse dans l'œuvre de Velimir Xlebnikov », Revue des études slaves, t. 70, no 3,‎ 1998, p. 667-683 (DOI 10.3406/slave.1998.6541, lire en ligne)
- Evelyn Granjon, « Mythopoïèse et souffrance familiale », Le Divan familial, no 4,‎ 2000, p. 13-22
- Laurence Knéra-Renaud, « La mythopoïèse et son rapport avec le préconscient envisagé sous un angle familial », Le Divan familial, In Press, no 29,‎ février 2012, p. 47-58 (ISBN 9782848352435, DOI 10.3917/difa.029.0047)
- Véronique Gély, « Pour une mythopoétique : quelques propositions sur les rapports entre mythe et fiction », Revue Silène, Centre de recherches en littérature et poétique comparées de Paris Ouest-Nanterre-La Défense,‎ 2006 (ISSN 2105-2816, lire en ligne)
- Véronique Gély, « Mythopoétique : l’exemple de Phèdre, de Plutarque à Racine », Mythe et fiction, Presses Universitaires de Paris Ouest,‎ 2010, p. 257-273 (présentation en ligne)
- Christophe Ippolito, « Mythopoétique descriptive dans La Fortune des Rougon », dans Poéticité de la description au dix-neuvième siècle, The Edwin Mellen Press, 2012, 180-191 p. (lire en ligne)